# Maise Njor
Maise Njor (født 23. maj 1968) er en dansk journalist og forfatter. Njor er forhenværende chef for livsstilsmagasinet Eurowoman, har udgivet ni bøger, og er tidligere medlem af det succesfulde radioprogram Mads og Monopolet. Hun blev bl.a. kendt for sin debutroman "Michael Laudrups tænder" i 2005. Bogen er baseret på en brevkorrespondance mellem Maise Njor og Camilla Stockmann. I 2009 udgav de endnu en korrespondance i bogform: "Charlie Hotel Oscar Kilo", denne gang med skilsmisse og graviditet som bogens omdrejningspunkt. Udover de to kollaborationer med Stockmann, har hun også skrevet "Livet for let øvede" i samarbejde med den britiske Fay Weldon. Endvidere har hun været manuskriptkonsulent på tv-serien Nynne og filmen INKA$$O.
Desuden var hun fast del af dokumentarserien Sex, Kaos og Bekendelser på DR2, der blev udsendt første gang i 2012. Seriens koncept bestod af, at fem danske kvinder filmede deres liv i 100 dage. Af andre TV-udsendelser har hun bl.a. deltaget i Smagsdommerne og været gæst ved James Price madprogram Price inviterer.